# خطاب (شیروان)
خطاب روستایی در دهستان زیارت بخش مرکزی شهرستان شیروان استان خراسان شمالی ایران است.

## جمعیت
جمعیت این روستا از سه طایفه کرد کرمانج شخمیرانلو، شرکانلو و صفکانلو تشکیل شده و اکثر جمعیت روستا به شغل زراعت و دامپروری مشغول هستند گفتنی است مراتع بسیار زیادی برای چرای دام وجود دارد، عده ای هم به صورت فصلی در زمان زراعت به روستا میایند.روستا دارای ۹۰۰ هکتار زمین زراعی دیم می باشد.
اولین ساکنان روستا از طایفه شخمیرانلو بوده اند که در قسمت شرقی روستا ساکنند.
بزرگان روستا بیشتر از طایفه صفکانلو و تیره برات بیگ کیکانلو بوده اند که در زمان خود در نزد ایلخانی یارمحمدخان شادلو دارای احترام و نفوذ بود و اخرین انها عبدالعلی بیگ نجاتپور بوده است،
بر پایه سرشماری عمومی نفوس و مسکن در سال ۱۳۹۵ جمعیت این مکان ۱۵۳ نفر (۵۰خانوار) بوده‌است.